# 德國國家藝術與科學獎

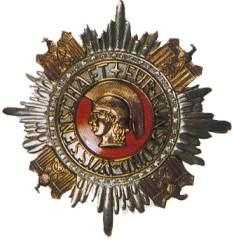
德國國家藝術與科學獎飾墜

德國國家藝術與科學獎（德語：Deutscher Nationalpreis für Kunst und Wissenschaft）是一項由阿道夫·希特勒在1937年為代替諾貝爾獎而創立的獎項（在1935年德國反納粹作家卡爾·馮·奧西茨基獲得了諾貝爾和平獎之後，希特勒禁止德國人接受諾貝爾獎）。這個獎章由Müller-Erfurt設計，並創造了鑲滿鑽石的飾墜的形式。實際上，由於它太重，只得創造一種特殊的托架在佩戴者的夾克上保持它。一個非常精美的禮品盒包裝著這個飾墜，獎項還附加一個紅白相間的腰帶。
獎章的正面是古希臘重裝備步兵的圖像，四周寫著：FÜR KUNST UND WISSENSCHAFT（為藝術和科學），還加以了裝飾。除了獎章和獎項腰帶，還有10萬德國馬克獎金。每年9月公布本年得獎人，並於翌年1月舉行頒獎典禮，由希特勒親自授獎。
1937年和1938年國家獎共被授予過9人，翌年大戰爆發後即停頒，使其成為在纳粹德国頒獎得最少的獎項之一，甚至比德意志勳章還少。

## 得主

### 1937年
- Paul Troost（追贈）
- 阿爾弗雷德·羅森堡
- 威廉·菲爾希納
- August Bier和Ferdinand Sauerbruch（二人合得）

### 1938年
- 弗里茲·托特
- 斐迪南·保時捷
- 威利·梅塞施密特和Ernst Heinkel（二人合得）